# Вулиця Гоголя (Херсон)

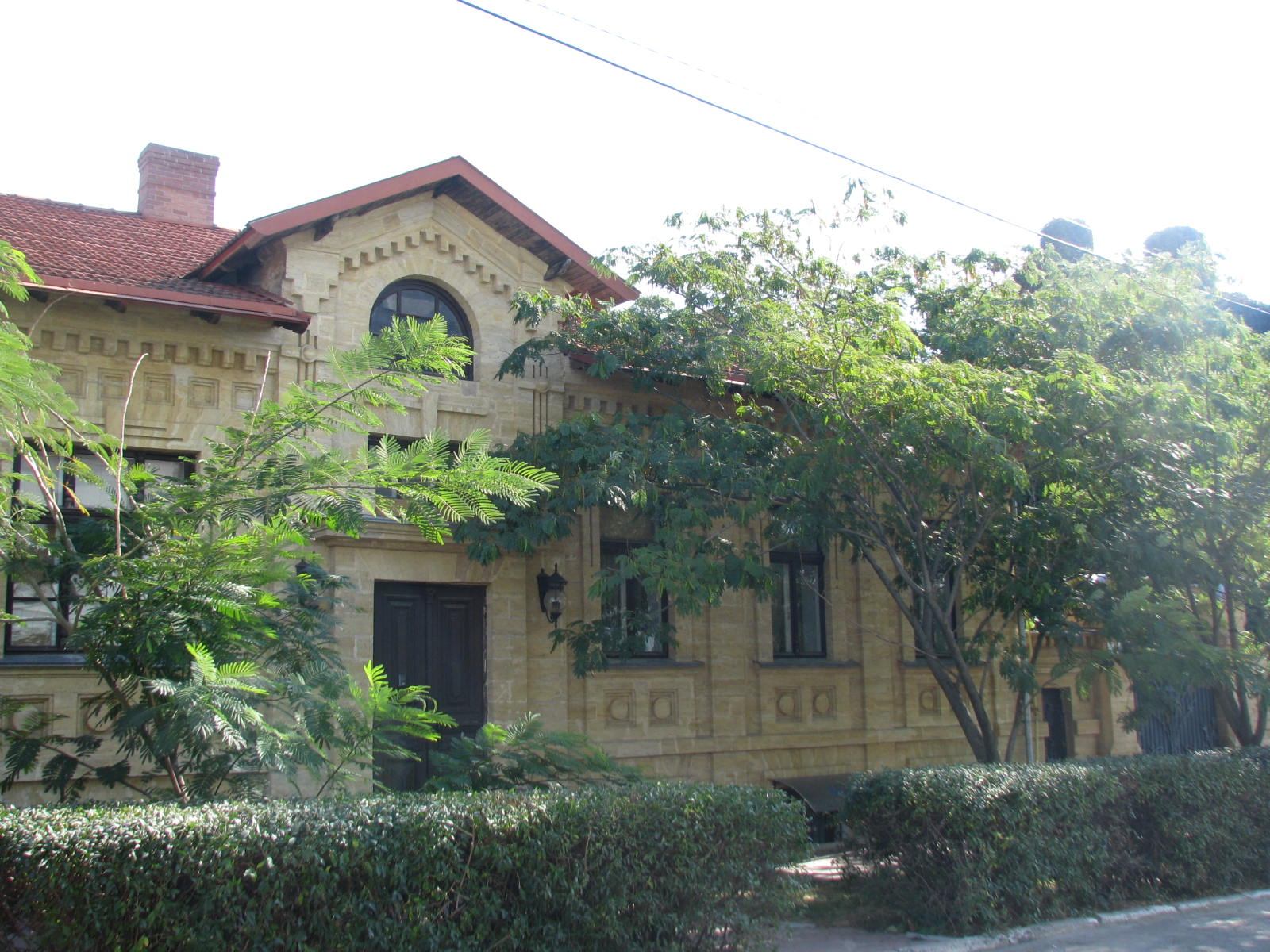
Будинок № 16

Вулиця Го́голя — вулиця, розташована в Центральному районі Херсона. З'єднує вулиці Театральну та Олеся Гончара.
План міста 1799 р. на місці майбутньої вулиці фіксує «фахверкову будівлю (нім. Fachwerk — каркасна споруда) для проживання артилерійських штаб-, оберофіцерів і службовців» та «обивательські будівлі людей різного звання, кам'яні та дерев'яні». Сформувалася в першій половині XIX ст., тоді ж отримала найменування Канцелярська, ймовірно через те, що в буд. № 1 (нині на цьому місці розташований пологовий будинок № 1) у 1828 р. відкрилося училище для дітей канцелярських службовців. Сучасну назву вулиця носить з 1909 р.
Довжина вулиці становить 755 м.

## Історія
На «задвірках» Грецького форштадта в кінці XVIII ст. розташовувався «канатний завод з магазинами (складами), що належали до нього». До середини XIX ст., коли місто розширилося, завод опинився всередині форштадту на Канатній площі. Канцелярська вулиця доходила до площі, потім йшла на північ від неї та завершувалася біля «богоугодного закладу» (нині це будівля обласної лікарні).
Канатна площа почала забудовуватися на межі XIX—XX ст. Особливо значні зміни в її плануванні відбулися в 60-х — початку 80-х років ХХ ст., коли тут виросли житлові та адміністративні будівлі, а центральну частину зайняв бульвар Мирний. Тому тепер вул. Гоголя доходить до вул. Олеся Гончара і лише після забудованої території та бульвару, від вул. Примаченка, продовжується на північ. У зв'язку з переплануванням протяжність її зменшилася; біля вул. Гірського вона закінчується.

## Опис
У буд. № 1 1828 року відкрилося училище для дітей канцелярських службовців. Через тридцять років, у 1860-х роках тут розмістилося губернське земське зібрання. Згодом, у 1895 році, будівля була перебудована. Впродовж 1920—1936 років тут розміщувався Палац праці, а перед початком радянсько-німецької війни — Херсонська авіашкола. У теперішній час будівлю займає жіноча консультація.
У буд. № 14 знаходилося профтехучилище № 1 ВАТ «Херсонський машинобудівний завод» (колишній «Херсонський комбайновий завод»). Тут до Другої світової війни розміщувалося фабрично-заводське училище № 3, вихованцями якого в 1939—1941 рр. були Герої Радянського Союзу І. М. Бережной та Л. Л. Вінер.

## Визначні будівлі

### Губернське земське зібрання
У 1828 році в будинку на цьому місці відкрилося училище для дітей канцелярських службовців. Училище було покликане виховувати кадри державних службовців у зв'язку з відкриттям у Херсоні губернських установ. Програма училища була подібна до програми гімназії; крім загальних предметів викладалося російське законознавство. Училище знаходилося у віданні Наказу громадського піклування, пізніше — Міністерства внутрішніх справ. Вихованці училища після закінчення курсу призначалися чиновниками в цивільну службу тих Новоросійських губерній, за рахунок яких навчалися.
У 1860-х роках у будівлі училища розмістилося губернське земське зібрання. Повітові установи були створені в 1865 році на підставі «Положення про губернські й повітові земські установи» від 1 січня 1864 року, внаслідок скасування кріпосного права. Згідно з положенням, губернські та повітові земські збори були розпорядчими органами, а земства й земські управи — виконавчими. Вирішували питання, пов'язані з будівництвом, ремонтом шкіл та лікарень, спостерігали за розвитком кустарної промисловості та станом ґрунтових доріг.
У 1895 році була проведена перебудова цієї будівлі у зв'язку з перенесенням з нього Окружного суду, а в 1920 році за декретом Всеукраїнського революційного комітету (від 22 січня 1920 року) тут відкрився Палац праці.
З 1936 по 1941 роки в будівлі знаходилася Херсонська авіашкола.
Тепер тут розташовані жіноча консультація № 1 пологового будинку Центрального району та медичний центр планування сім'ї, сексології та репродукції людини (вул. Гоголя, 1).